# Georg Pencz
Georg Pencz (ur. ok. 1500 w Norymberdze, zm. 10 lub 15 października 1550 w Lipsku lub we Wrocławiu) – niemiecki malarz i grafik okresu odrodzenia.
Inne wersje nazwiska: Pentz, Prenntz, Bentz, Pens
Uczeń i pracownik Albrechta Dürera. Działał w Norymberdze i Lipsku. W l. 1539-40 i 1541-42 przebywał we Włoszech, gdzie uległ silnemu wpływowi malarstwa Rafaela.
Malował portrety, sceny religijne oraz kompozycje mitologiczne i alegoryczne. Tworzył też drzeworyty i miedzioryty.

## Wybrane dzieła
- Achilles i Chiron (1543), Los Angeles County Museum of Art
- Anioł (1525-30) – Kolonia, Wallraf- Richartz-Museum
- Caritas Romana (1538) – Warszawa, Muzeum Narodowe
- Chrystus w koronie cierniowej (1544) – Wrocław, Muzeum Narodowe
- Judyta z głową Holofernesa (1531) – Monachium, Stara Pinakoteka
- Leda z łabędziem – Madryt, Prado
- Lot i jego córki (1544) – Kraków, Zamek Królewski na Wawelu
- Melancholia – (1545), Pałac Weißenstein w Pommersfelden
- Męka Pańska (skrzydła ołtarza) 1531-1538 – Kraków, Kaplica Zygmuntowska na Wawelu
- Portret dziewczynki- (1545), Minneapolis Institute of Art
- Portret hrabiego palatyna Ottheinrich (ok.1550) – St. Petersburg, Ermitaż
- Portret Joerga Herza (1545) – Karlsruhe, Kunsthalle
- Portret mężczyzny – Budapeszt, Muzeum Sztuk Pięknych
- Portret mężczyzny – Hamburg, Kunsthalle
- Portret siedzącego młodzieńca (1544) – Florencja, Uffizi
- Portret śpiącej kobiety (1544), Pasadena, Norton Simon Museum
- Sąd Ostateczny (sepia) (1540) – St. Petersburg, Ermitaż
- Trójca Święta (1530-40) – Warszawa, Muzeum Narodowe
- Wenus i Amor – Berlin, Gemäldegalerie

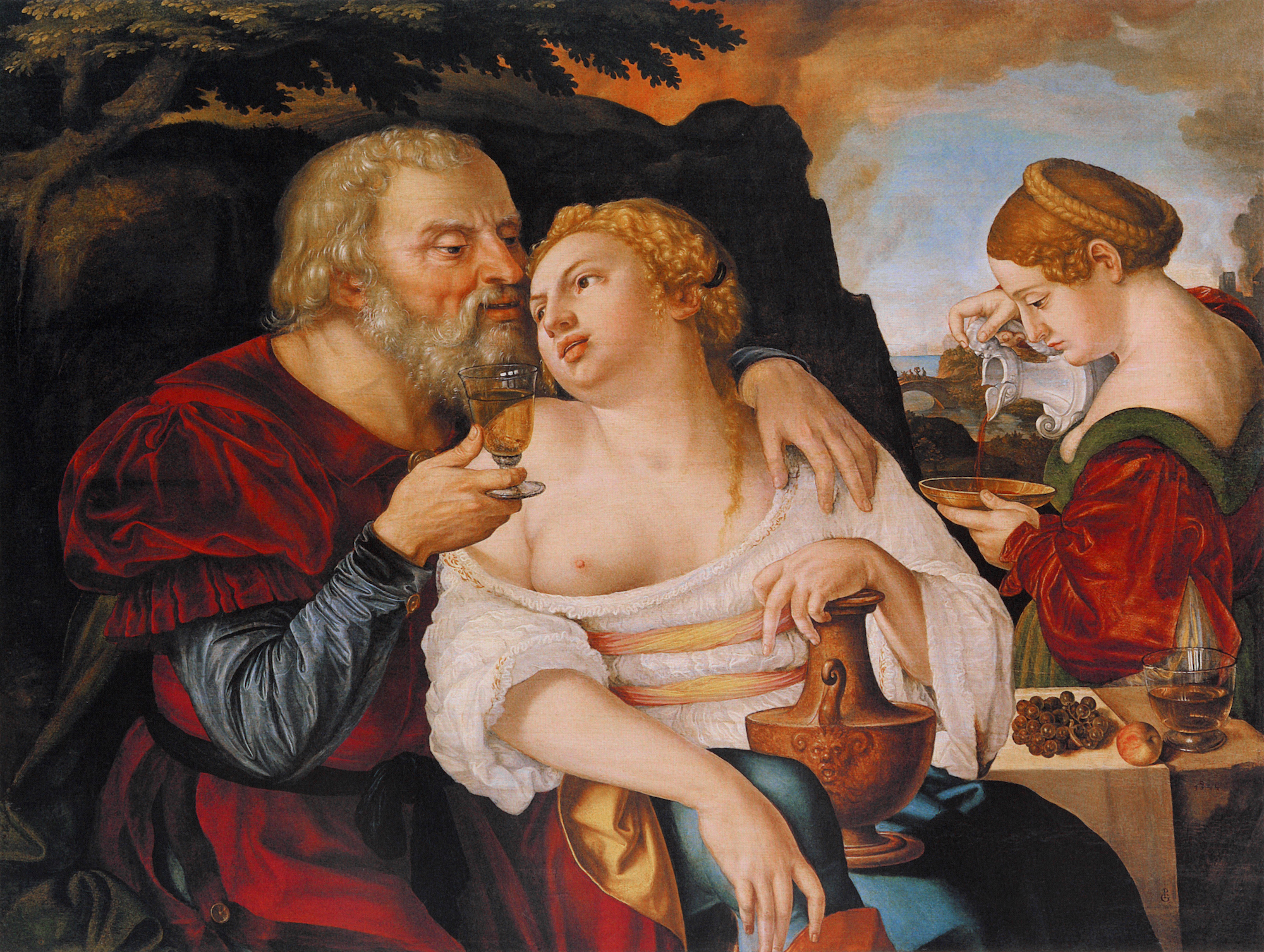
Loth z córkami Zamek Królewski na Wawelu,
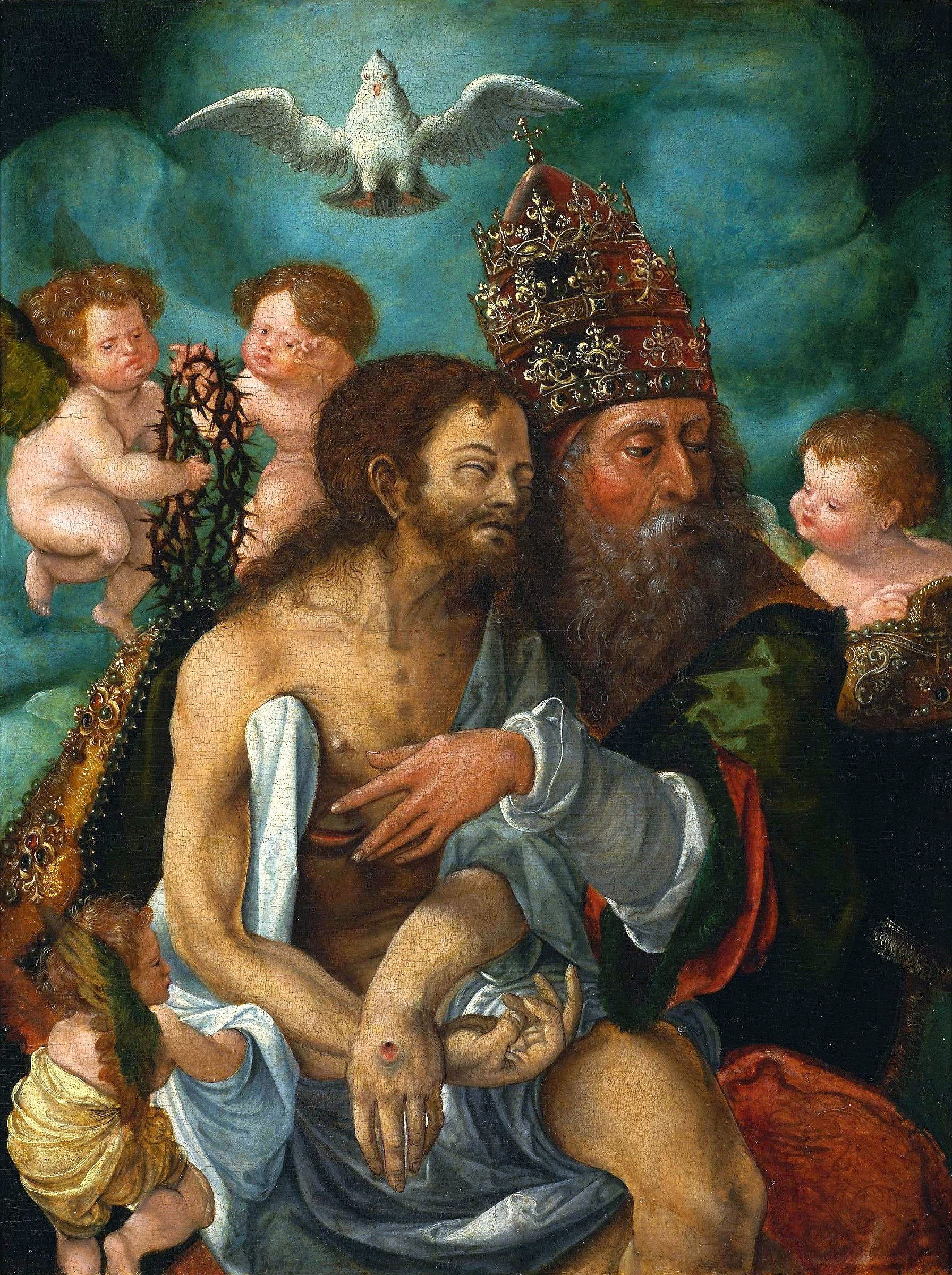
Trójca Święta (lata 30. XVI w.), Muzeum Narodowe, Warszawa
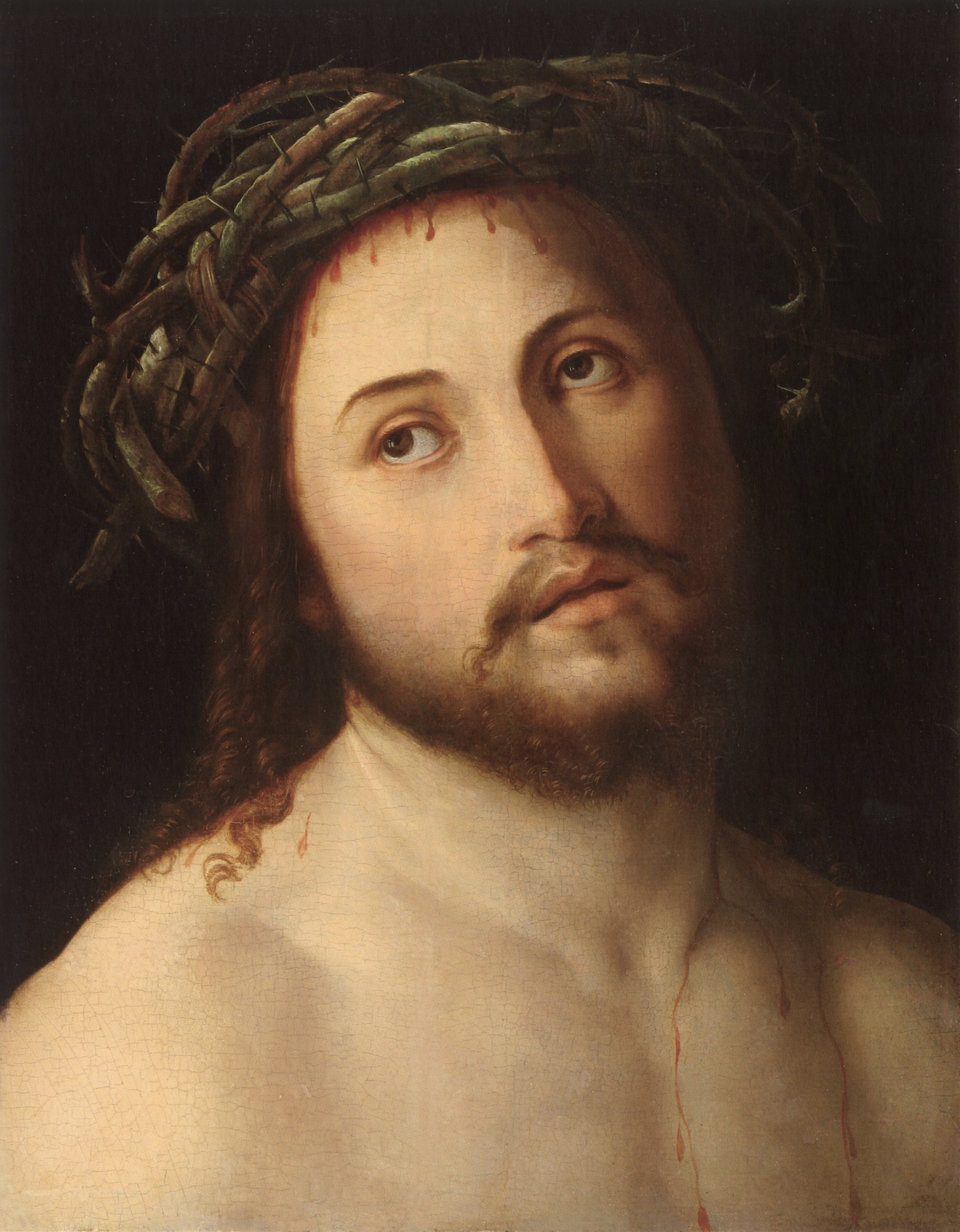
Chrystus w koronie cierniowej (1544), Muzeum Narodowe we Wrocławiu
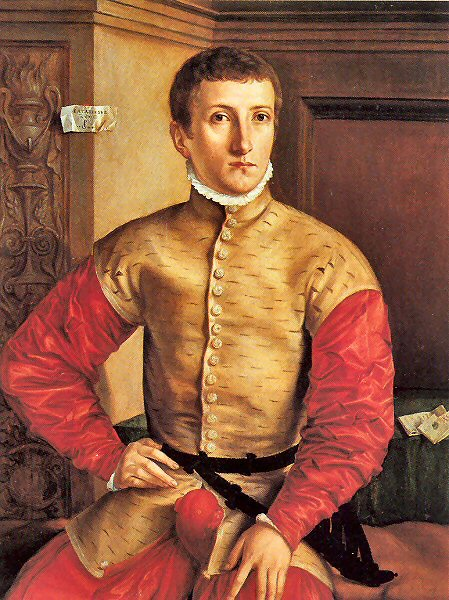
Portret siedzącego młodzieńca (1544), Uffizi
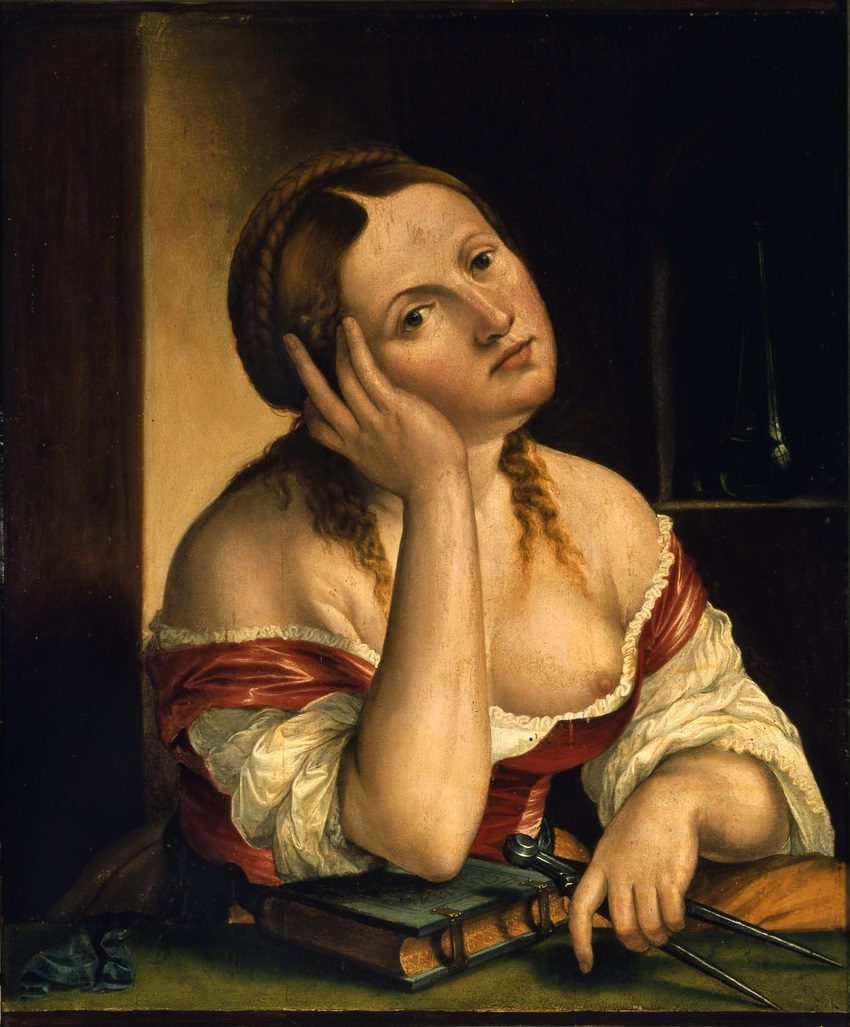
Melancholia (1545), Pałac Weißenstein w Pommersfelden
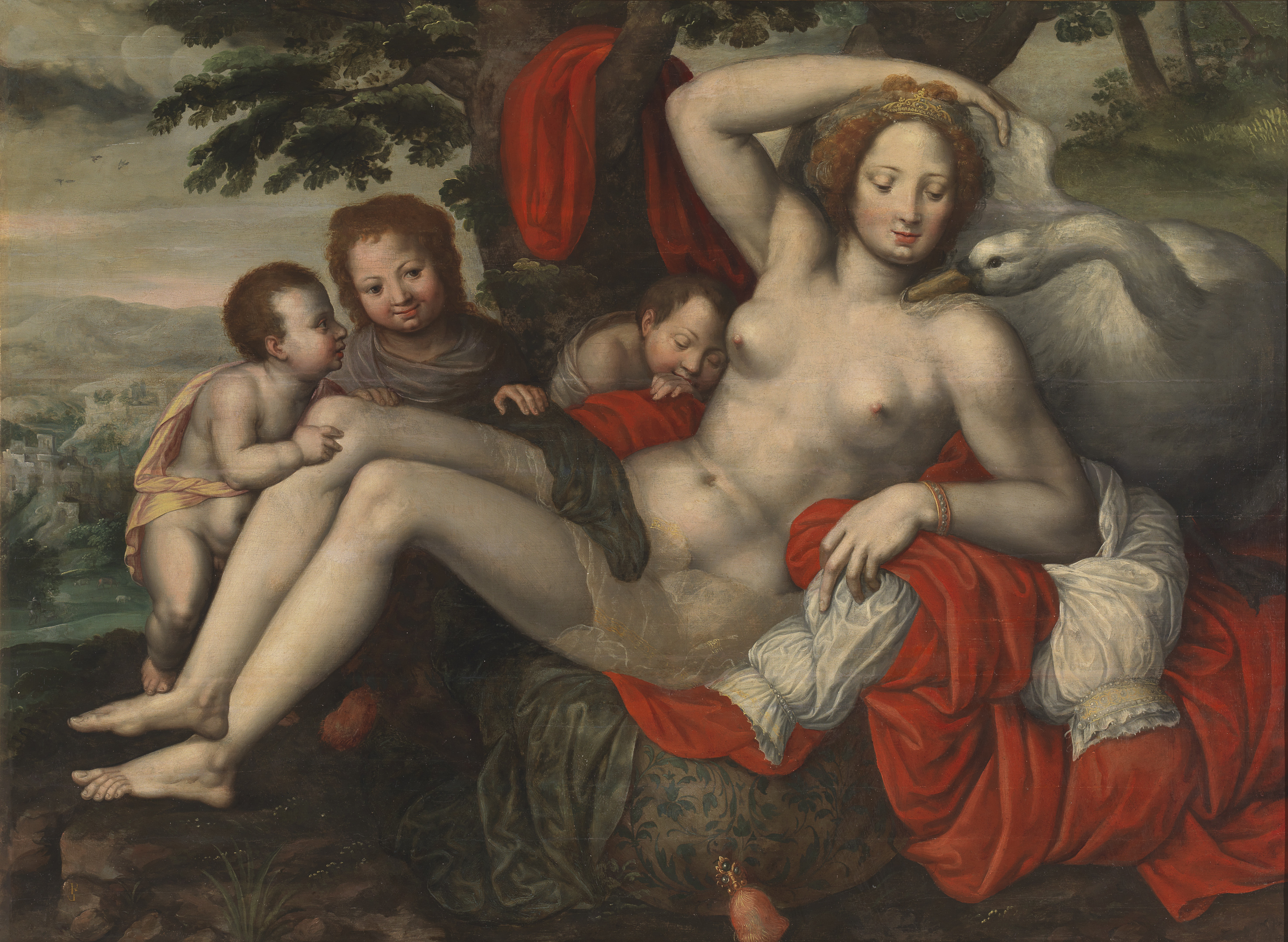
Leda z łabędziem (I poł. XVI w.), Prado, Madryt